# Sông Ume
Sông Ume (tiếng Thụy Điển: Ume älv hoặc Umeälven) là một trong những con sông chính ở miền bắc Thụy Điển. Sông này khoảng 460 km (290 dặm), và chảy theo hướng đông nam từ nguồn của nó, hồ Överuman ở biên giới Na Uy trong dãy núi Scandinavia. Trong phần lớn các khu vực, các tuyến đường E12 châu Âu, còn được gọi là Blå Vägen (Tuyến đường Xanh), chạy theo con sông này. Sông chảy qua hồ Storuman. Sau đó con sông này chảy vào vịnh Bothnia trên bờ biển phía đông của Thụy Điển tại thị trấn nhỏ Holmsund, ngay nơi tiếp giáp với thành phố Umeå. Chi lưu chính của nó là sông Vindel.